# Jovem Pan FM São Luís
Jovem Pan FM São Luís é uma emissora de rádio brasileira sediada em São Luís, capital do estado do Maranhão. Opera no dial FM, na frequência 102.5 MHz, e é afiliada à Jovem Pan FM. A emissora pertence ao Grupo Zildêni Falcão, que também mantém a TV São Luís e a distribuidora de revistas DIMAPI.

## História

### 1990 a 1992
A São Luís FM entrou no ar por volta de 1990, atuando de forma totalmente independente como as demais emissoras da região, tendo poucos locutores e uma pequena equipe pra cuidar da emissora. A programação independente durou por volta de 1992.

### Antena 1 (1992-1998)
Por volta de 1992, a emissora surpreendeu os anunciantes e ouvintes ao anunciar que vai ser afiliada à Antena 1, especializado musical de baladas e românticas.
Ao se afiliar à Antena 1, tornou-se a primeira emissora da região em ser afiliada em rede de rádio, passando ser espécie ou mera retransmissora de rede, pois nos intervalos comerciais em cada uma hora (na verdade 56 minutos só de música) eram exibidos comerciais locais.
Tinha semanalmente, entre meio-dia até 14 horas, programa local sobre Axé, gênero musical baiano que estava no auge com dezenas de grupos que apareciam em shows no Brasil e até no exterior.
Apesar disso, a emissora não conseguia muita audiência contra emissoras populares, como Difusora, Cidade e Mirante e segmentadas como Universidade e Esperança, embora permanecesse na terceira posição.
Foi afiliada da rede até maio de 1998.

### Rede SomZoom Sat (1998-2000)
Em abril de 1998, ocorreu alteração na programação: a Rede SomZoom Sat era transmitido apenas no dia e quando era noite (depois da Voz do Brasil) era Antena 1.
Em maio, passou a transmitir totalmente a nova rede, a SomZoom Sat, deixando definitivamente a Antena 1. Com isso, a emissora que ficava até na última posição (6ª) passou então derrotar emissoras rivais, chegando primeira posição isolada.
Apesar do sucesso da rede, foi afiliada até final de maio de 2000.

### Jovem Pan (2000-presente)

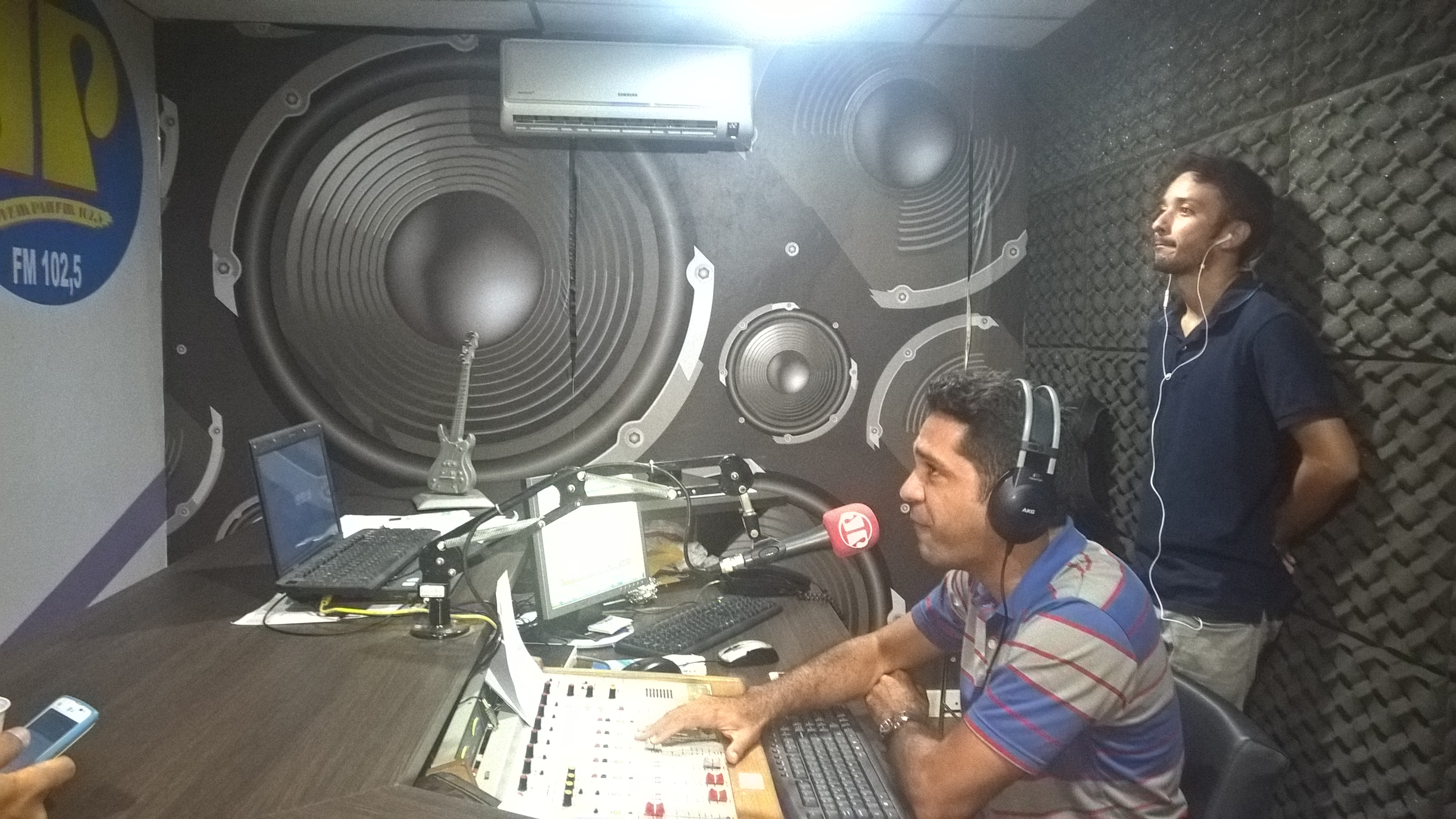
Estúdio da emissora em 2016

Segundo publicações de jornais O Estado do Maranhão e O Imparcial, a emissora anuncia mudança de rede. Porém a emissora não deu razões pela mudança de rede, mas sabe-se que o Grupo Jovem Pan fez oferta a emissora. Com isso, fez chamadas para nova rede nos intervalos: "Em breve. Em breve. Em 1º de junho, São Luís terá uma nova rádio: Rádio Jovem Pan 2.".
À meia-noite do dia 1º de junho de 2000, a emissora passou a tocar músicas de sucesso da juventude sem intervalos até sua inauguração, no programa Panico, quando os locutores do programa estavam anunciando nova rádio, passando a ser nova afiliada. Curiosamente, uns dos locutores, o Bola, falou o seguinte. "Temos um concorrente: É a Rádio Mirante da governadora Roseana Sarney." e em seguida se ouviu as vaias a governadora na época.
Porém, ao trocar de rede (da rede popular por outra dedicada aos jovens), fez com que a emissora perdesse audiência e anunciantes, aliada às reclamações de ouvintes. As reclamações só acabaram quando a Mais FM passou transmitir a SomZoom Sat.
Em 1º de junho de 2010, a rádio completou 10 anos de afiliação com a Jovem Pan com promoções entre os meses de abril, maio e junho, nos programas locais.

## Programas
A emissora atualmente produz o Manhã da Pan, transmitido de segunda à sexta das 8h às 11h. O restante da programação é preenchido pelos demais programas da Jovem Pan FM em rede nacional.